# District Primorski
Le district Primorski, ou raïon Primorski (en russe : Приморский район, Primorski raïon ; anciennement Ждановский район, district de Jdanov), est l'un des 18 raïons administratifs de Saint-Pétersbourg.
Selon le recensement de 2010, sa population était de 507 238 habitants.
Il est situé au nord-ouest de la ville et borde le golfe de Finlande.
Le quartier abrite le Lakhta Center, un centre d'affaires et de loisirs où se trouvent notamment le siège social de Gazprom et la plus haute tour d'Europe, d'une hauteur de 462 mètres.

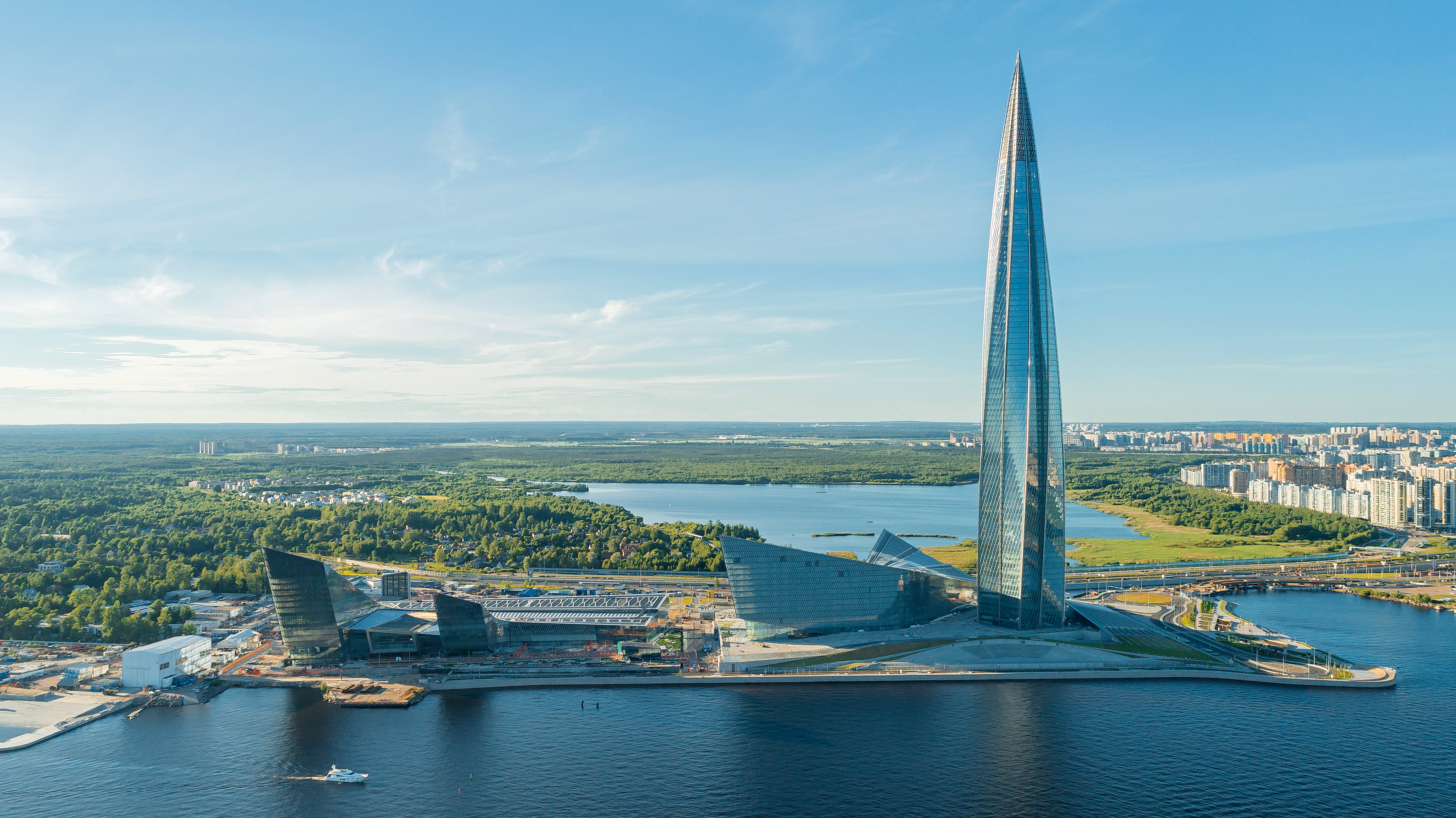
Vue du Lakhta Center.

## Communautés fermées
Le district concentre de nombreuses résidences fermées. Le village d'Olguino, en particulier, abrite la résidence « Versailles Nord » construite par la société Concord Management and Consulting de l'oligarque Evgueni Prigojine, qui y possédait une propriété,.